# コジマ (ペットショップ)
株式会社コジマは、東京都江東区に本社をおく日本でペットショップを展開している企業。
ペットのコジマと呼ばれることが多い。

## 概要
1916年（大正5年）4月に、東京府南葛飾郡亀戸町（現：東京都江東区亀戸）で小動物を取り扱う「小島鳥獣店」として創業。首都圏を中心にペットショップを43店舗の他、動物病院も運営している。

## ギャラリー

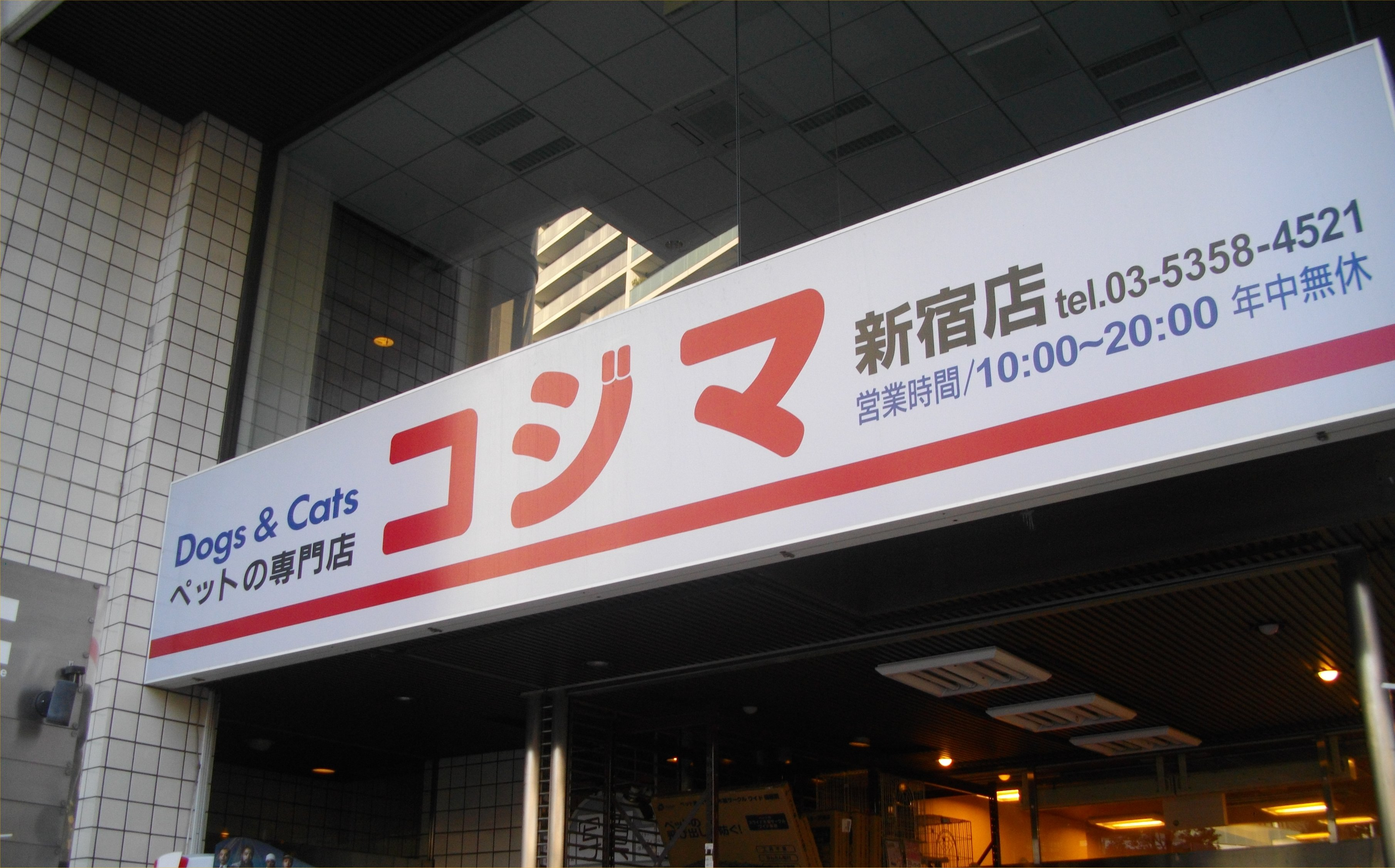
新宿店
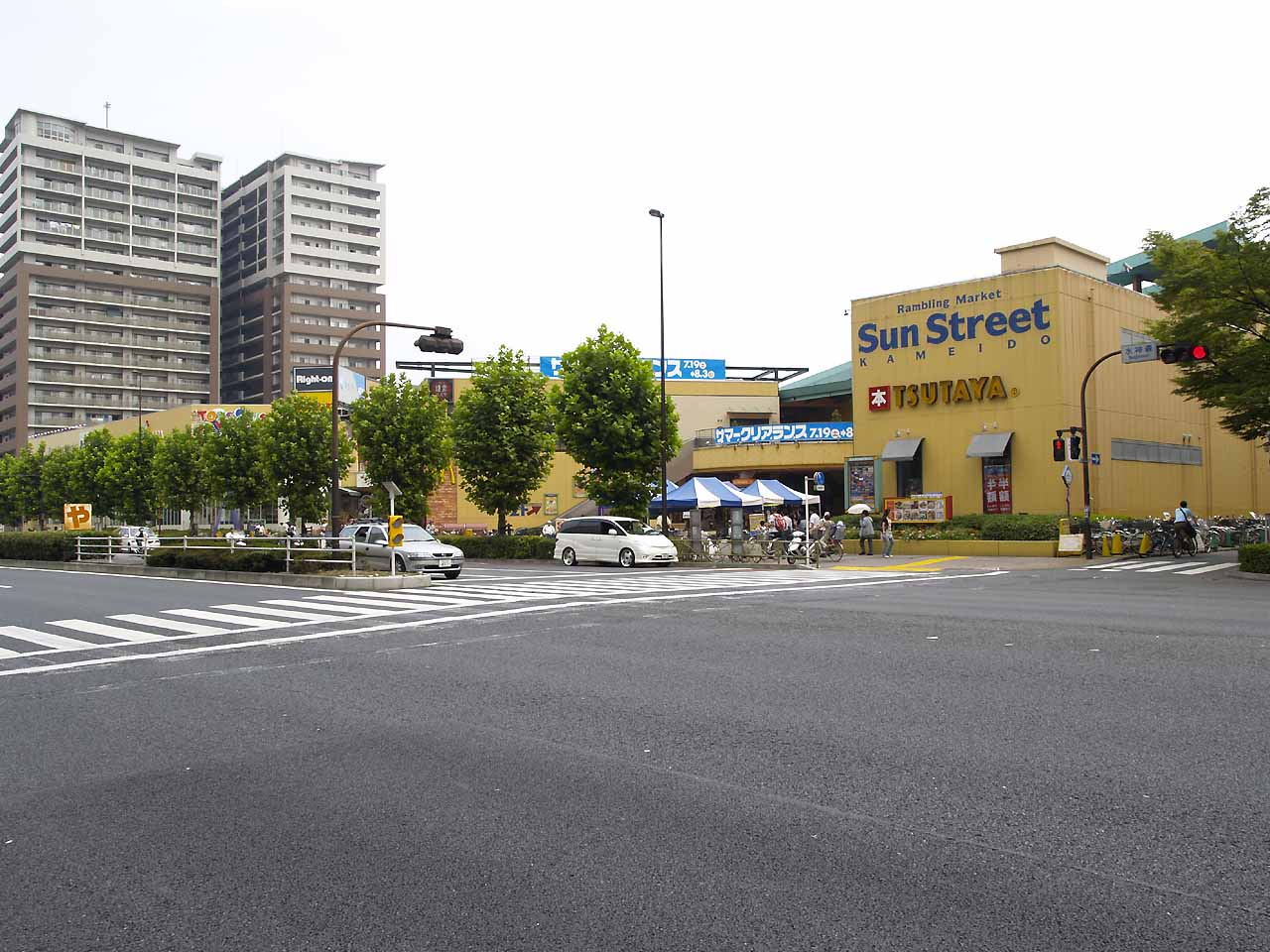
亀戸サンストリート店が入っていた「サンストリート亀戸」